# Katerina Roditi
Katerina Roditi (* 23. Mai 1983) ist eine ehemalige griechische Gewichtheberin.
Sie erreichte bei den Europameisterschaften 2003 im Superschwergewicht den achten Platz im Reißen, hatte allerdings im Stoßen keinen gültigen Versuch. Bei den Weltmeisterschaften im selben Jahr belegte sie Platz 13. 2004 war sie bei den Europameisterschaften Siebte. Bei den Europameisterschaften 2005 wurde sie im Zweikampf Vierte und gewann im Reißen die Bronzemedaille. 2006 erreichte sie bei den Europameisterschaften Platz fünf. 2007 wurde sie bei den Europameisterschaften Sechste und bei den Weltmeisterschaften Siebte. Bei einer Trainingskontrolle 2008 wurde Roditi wie auch zehn weitere Mitglieder der griechischen Nationalmannschaft positiv getestet und anschließend für zwei Jahre gesperrt.